# Ivy Valentine
Ivy Valentine är en figur i Namcos populära fightingserie Soul Calibur. Hon är den odöda piraten Cervantes de Leons dotter, och har som mål att förinta det onda svärdet Soul Edge, då det drivit hennes far till vansinne och lett till hans död.
Ivy är en av de populäraste figurerna i serien och har blivit känd som både stark kvinnofigur och sexsymbol. Medan vissa tycker att hennes utseende (både kroppsmässigt och de utmanande klädesplaggen hon bär) går för långt anser andra att det är just sexualiteten som definierar figuren.